# 交通省 (シンガポール)
交通省（英語：Ministry of Transport, MOT 中国語：交通部 マレー語：Kementerian Pengangkutan Singapura タミル語: போக்குவரத்து அமைச்சு）はシンガポールの省庁のひとつ。

## 歴史
2001年11月に運輸情報通信省のIT部門以外が交通省になった。2002年7月にはヘイズ対策として気象部門を持続可能性環境省に移管した。

## 交通省の管轄する法定機関
- シンガポール民間航空庁 (Civil Aviation Authority of Singapore :CAAS)
- 陸上交通庁 (Land Transport Authority :LTA)
- シンガポール海事港湾庁 (Maritime and Port Authority of Singapore :MPA)
- 公共交通協議会 (Public Transport Council : PTC)